# 210874 Perijohnson
210874 Perijohnson è un asteroide della fascia principale. Scoperto nel 2001, presenta un'orbita caratterizzata da un semiasse maggiore pari a 3,116250 UA e da un'eccentricità di 0,145993, inclinata di 3,328904° rispetto all'eclittica.